# VDL NedCar

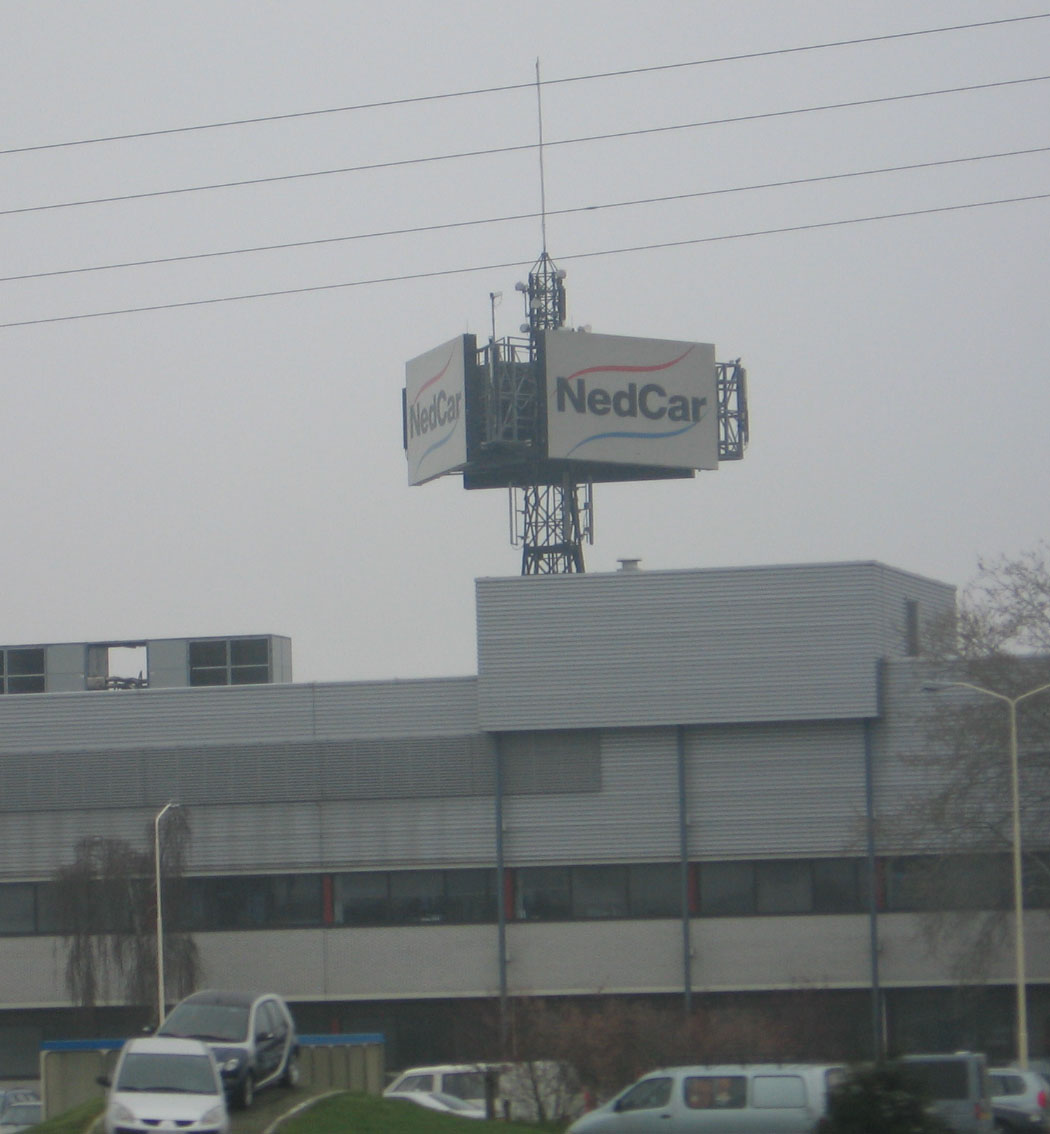
photo de l'usine

VDL NedCar (abréviation de Netherlands Car BV) est une usine automobile détenue par le groupe VDL. NedCar est la seule usine automobile de grande série des Pays-Bas.

## Histoire
En 1967, la construction de l'usine par DAF est terminée et la production peut démarrer.
En juin 1968 l'usine est officiellement inaugurée par la reine des Pays-Bas Juliana.
En 1975, Volvo devient l'actionnaire majoritaire de l'usine.
En 1991, l'usine devient une coentreprise détenue à un tiers par Volvo, un tiers par Mitsubishi et un tiers par l'état hollandais.
En 1992, l'usine prend le nom de Netherlands Cars B.V. (NedCar).
En 1999, l'état hollandais se retire de la coentreprise qui est désormais détenue à 50% par Volvo et à 50% par Mitsubishi.
En 2001, Mitsubishi devient l'unique propriétaire de l'usine.
En 2004, les dernières Volvo sortent des chaînes de production.
En 2012, Mitsubishi cède l'usine pour un euro symbolique au groupe VDL.
En 2014, le groupe VDL produit les premières Mini dans le cadre d'un contrat de sous-traitance avec BMW.

## Liste des modèles produits dans l'usine
- DAF 33 (1967-1972)
- DAF 44 (1967-1975)
- DAF 55 (1968-1972)
- DAF 66 (1972-1975)
- DAF 46 (1975-1976)
- Volvo 66 (1975-1981)
- Volvo 340/360 (1976-1991)
- Volvo 480 (1986-1995)
- Volvo 440/460 (1987-1997)
- Volvo S/V40 I (1995-2004)
- Mitsubishi Carisma (1995-2004)
- Mitsubishi Space Star (1998-2005)
- Smart Forfour (2004-2006)
- Mitsubishi Colt (2004-2012)
- Mitsubishi Outlander (2008-2012)
- Mini (2014-)[4]
- Mini Countryman II (2017-)
- BMW X1 (2017-)[5],[6]

## NedCar Access
En 1996, l'usine a présenté un concept-car nommé access au Salon international de l'automobile de Genève. Il s'agit d'un véhicule 5 portes avec 4 places assises et un moteur essence 4 cylindres avec boite automatique.